# Aruremas
Associação Recreativa, Desportiva e Cultural Unidos do Recanto das Emas, popularmente conhecida como Aruremas é uma escola de samba brasileira, sediada em Recanto das Emas, no Distrito Federal.
Desde 1997, tem como rainha de bateria Deiva Rocha
Em 2006, com um enredo que falava sobre o vermelho, uma de suas cores, a escola desfilou com duas rainhas de bateria, sendo uma delas de apenas 8 anos.
Foi campeã do grupo 1 em 2008 com o enredo Aruremas vem desvendar os mistérios do luar, sendo promovida ao Grupo Especial, onde desfilou em 2009 com enredo Hare Aruremas, Hare Índia, Hare Hare.
Em 2011, desenvolveu um enredo sobre a auto-estima do brasiliense, que contou com o senador Cristóvam Buarque como compositor do samba. Em sua estreia no grupo principal do carnaval, a escola acabou obtendo a sexta e última posição, sendo rebaixada e retornando ao grupo 1 para 2012.

## Segmentos

### Corte de bateria
| Ano         | Rainha      | Madrinha | Ref.  |
| ----------- | ----------- | -------- | ----- |
| 1997 - 2010 | Deiva Rocha | -        | [ 4 ] |
| 2015        |             |          |       |

## Carnavais
| Ano  | Colocação | Grupo               | Enredo | Carnavalesco                  | Ref         |
| ---- | --------- | ------------------- | --- | ----------------------------- | ----------- |
| 2006 |           | 1                   | A energia criadora do vermelho                                                                                      | Júnior O'Hara                 |             |
| 2007 | 7º lugar  | Acesso 1 + Especial | A voz do povo é a voz de Deus                                                                                       | Júnior O'Hara                 |             |
| 2008 | Campeã    | 1                   | Aruremas vem desvendar os mistérios do luar                                                                         | Júnior O'Hara e Erimar Santos |             |
| 2009 | 5º lugar  | Especial            | Hare Aruremas, Hare Índia, Hare Hare                                                                                | Júnior O'hara                 |             |
| 2010 | 4º lugar  | Especial            | Brasília Capital Federal e sua Miscigenação                                                                         | Júnior O'hara                 | [ 7 ] [ 8 ] |
| 2011 | 6º lugar  | Especial            | A autoestima de Brasília, verde que ter quero terra... Compositores:Alaídes Rodrigues de Sousa e Cristóvam Buarque. |                               | [ 6 ]       |
| 2012 |           | 1 (segunda divisão) | |                               |             |